# Ященков Микола Андрійович
Микола Андрійович Ященков (рос. Николай Андреевич Ященков; 14 лютого 1980, м. Кірово-Чепецьк, СРСР) — російський хокеїст, захисник. Виступає за «Южний Урал» (Орськ) у Вищій хокейній лізі. 
Вихованець хокейної школи «Олімпія» (Кірово-Чепець). Виступав за: «Олімпія» (Кірово-Чепець)? «Молот-Прикам'я» (Перм), «Октан» (Перм), «Южний Урал» (Орськ).